# Supplanaxis acutus
Supplanaxis acutus is een slakkensoort uit de familie van de Planaxidae. De wetenschappelijke naam van de soort is voor het eerst geldig gepubliceerd in 1848 door Krauss.